# Saulnois
Il Saulnois, o "Paese del sale" è una regione naturale (non amministrativa quindi) rurale del sud del dipartimento della Mosella, una cui piccola parte sta nel dipartimento di Meurthe e Mosella. Anche se oggi i confini dei paesi del Saulnois tendono a confondersi con quelli dell'arrondissement di Château-Salins (antico circondario della Meurthe), si tratta di una zona del sud del dipartimento della Mosella, corrispondente all'attuale valle dell'Alta Seille, ove si estraeva il sale.
Essa non corrispondeva quindi che parzialmente all'arrondissement di Château-Salins, poiché si dovrebbe escluderne il cantone di Albestroff ed aggiungervi i comuni dei dintorni di Morhange.

## Geografia
Situata ai confini del Bacino parigino, il suo sottosuolo è composto di marne e di arenaria. Il differenziale di erosione fra i due tipi di roccia ha provocato un rilievo in cuesta con dislivelli dell'ordine di centinaia di metri di altezza.
Fino all'esecuzione dei lavori di canalizzazione della Seille, le piene erano regolari e la regione molto paludosa.
Il Saulnois è fiancheggiato a nord dal Pays messin e ad est dal Pays des étangs.

## Storia
Il Saulnois deve il nome all'estrazione del sale che vi era una volta praticata. L'ampio sito archeologico del Briquetage de la Seille è una testimonianza dell'estrazione risalente al I millennio avanti Cristo. La prima attestazione scritta del Salinensis Paganus (Paese del Saulnois) risale al 661 d.C.
Le più antiche saline del Saulnois si trovano nel bacino della Seille e della Petite Seille.
In ordine cronologico di creazione:
- salina di Marsal, esistente all'inizio dell'VIII secolo. Fu abbandonata nel 1699 e la sua sorgente salmastra fu colmata nel 1708;
- salina di Salonnes, già attiva quando Carlo Magno vi fondò un priorato dipendente dall'abbazia di Saint-Denis;
- Dieuze, che nell'803  apparteneva all'abbazia di San Massimino di Treviri;
- Moyenvic, già sfruttata nell'836 e che apparteneva ai canonici di Saint-Gengoult di Toul nel 1063;
- Château-Salins, costruita verso il 1340 dalla duchessa sovraddotaria di Lorena Elisabetta d'Austria;
- Vic-sur-Seille, ove i due figli del conte Folmar di Lunéville avevano concesso nel 1053 una caldaia e due posti di loro appartenenza nella salina all'abbazia di Saint-Rémy a Lunéville;
- salina di Saléaux o Salées-Eaux, fra Lezey e Ley; realizzata per migliorare la salinità delle acque della salina di Rosières-aux-Salines. La fabbricazione del sale a Rosières fu sospesa nel 1752 e la salina di Lezey chiusa nel 1760, poi rimessa in attività nel 1844 sotto il nome del suo proprietario: la salina Cabocel[1].

Nel medioevo furono sfruttate saline anche ad Amelécourt, Bride, Lindre-Basse e Morhange. Di tutta questa concentrazione di saline rimane solo più quella di Dieuze.
I vescovi di Metz vi possedevano un vasto territorio del quale Vic-sur-Seille era la residenza principale e dove essi si ritirarono, allorché, nel 1234, l'amministrazione della città di Metz cadde in mano alla borghesia. Il pittore Georges de la Tour (1593-1652) è il figlio più noto di questa città.